# ГЕС Поліфіто
ГЕС Поліфіто — гідроелектростанція на півночі Греції (периферія Західна Мекедонія) на річці Аліакмон. Входить до складу створеного тут каскаду ГЕС, знаходячись між ГЕС Іларіон (вище за течією) та ГЕС Сфікія. Є найпотужнішою станцією каскаду.
Введення цієї першої на Аліакмоні станції в експлуатацію відбулось у 1974 році. У межах проєкту річку перекрили кам'яно-накидною греблею заввишки 112 та завдовжки 296 метрів, на спорудження якої використали 3,5 млн м3 матеріалу. Вона утворила водосховище із площею поверхні до 74 км2 та корисним об'ємом 1089 млн м3. Максимальний літній об'єм встановлено на рівні 1753 млн м3 (позначка 291 метр над рівнем моря), максимальний зимовий — 1326 млн м3 (позначка 285,5 м). Така різниця пояснюється необхідністю резерву на випадок можливих повеней. У випадку останніх максимальний рівень може сягати 293 метрів над рівнем моря з об'ємом водосховища 2119 млн м3. Мінімальний рівень, за якого можливе виробництво електроенергії, становить 270 метрів.
Від водосховища до машинного залу, розташованого у 3,5 км північніше греблі, веде дериваційний тунель (у його середній частині існує ділянка поверхневого водоводу). Сам зал обладнаний трьома турбінами типу Френсіс потужністю по 125 МВт, що при напорі у 146 метри дає змогу виробляти 417 млн кВт·год на рік.
Окрім виробництва електроенергії та виконання протипаводкових функцій, гребля Поліфіто забезпечує водопостачання міста Салоніки та іригаційні потреби, а також є джерелом води для охолодження ТЕС Птолемаїда.